# Kadłub (Łódź)
Pour les articles homonymes, voir Kadłub.
Kadłub est une localité polonaise de la gmina et du powiat de Wieluń en voïvodie de Łódź.